# Le Champ-près-Froges
Le Champ-près-Froges é uma comuna francesa na região administrativa de Auvérnia-Ródano-Alpes, no departamento de Isère.